# Мішкино (Шарканський район)
Мі́шкино (рос. Мишкино) — село у складі Шарканського району Удмуртії, Росія.

## Населення
Населення — 757 осіб (2010; 819 у 2002).
Національний склад станом на 2002:
- удмурти — 50 %
- росіяни — 47 %

## Урбаноніми[3]
- вулиці — Берегова, Березова, Болотна, Джерельна, Зелена, Крюкова, Лісова, Московська, Нагірна, Нова, Садова, Трактова, Хутірська, Центральна
- провулки — Московський, Центральний